# Église Saint-Alpin de Châlons-en-Champagne
L'église Saint-Alpin de Châlons-en-Champagne est une église gothique construite du XIIe au XVIe siècle sur l'ancien emplacement d'une chapelle consacrée à Saint-André. Elle est dédiée à Saint Alpin, 8e évêque de Châlons.

## Historique
L'église Saint-Alpin est classée au titre des monuments historiques par la liste de 1862, confirmée au Journal Officiel du 18 avril 1914. Elle se trouve au cœur de la ville entre la basilique Notre-Dame et la cathédrale et en même temps entre la place Foch de la Mairie et la place de la République.

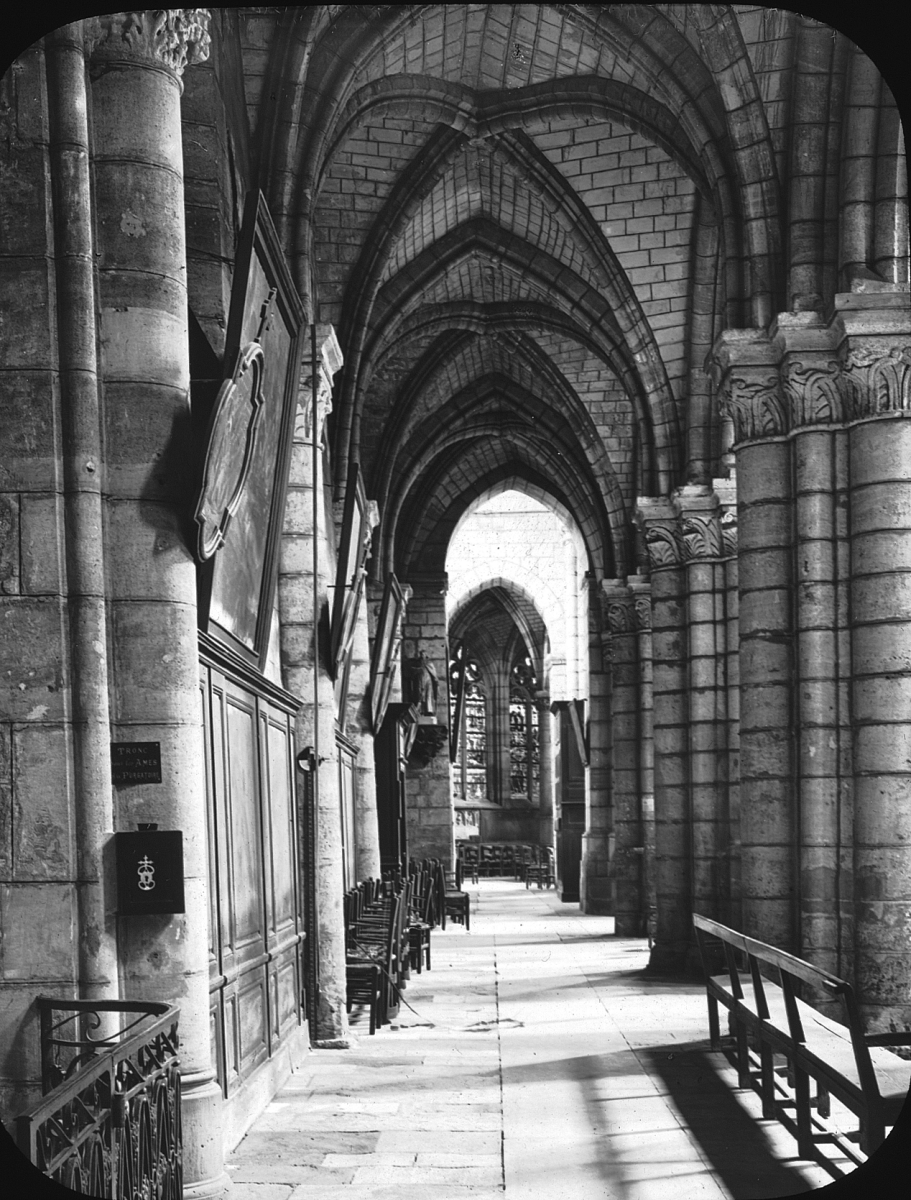
Bas-côté photographié en 1903, collection Goodyear Archival Collection du Brooklyn Museum Archives.

## Architecture

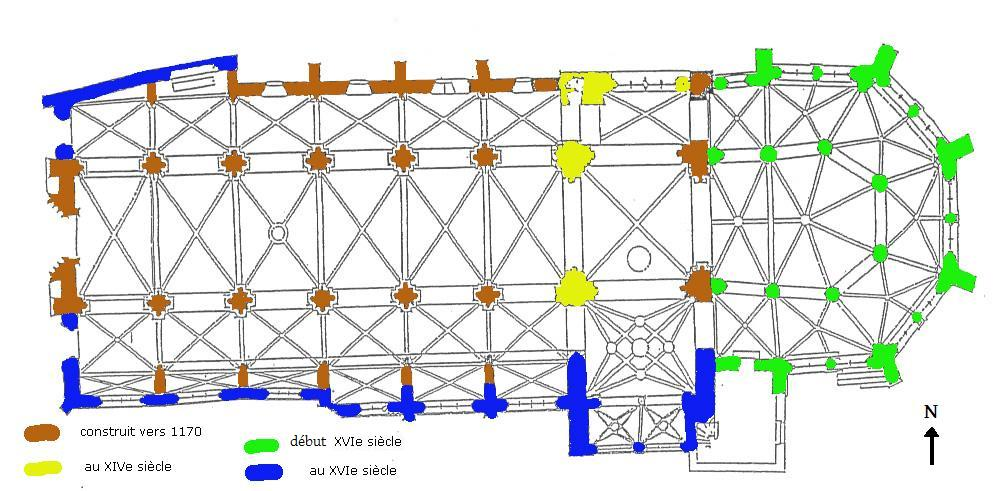
Plan de l'église.
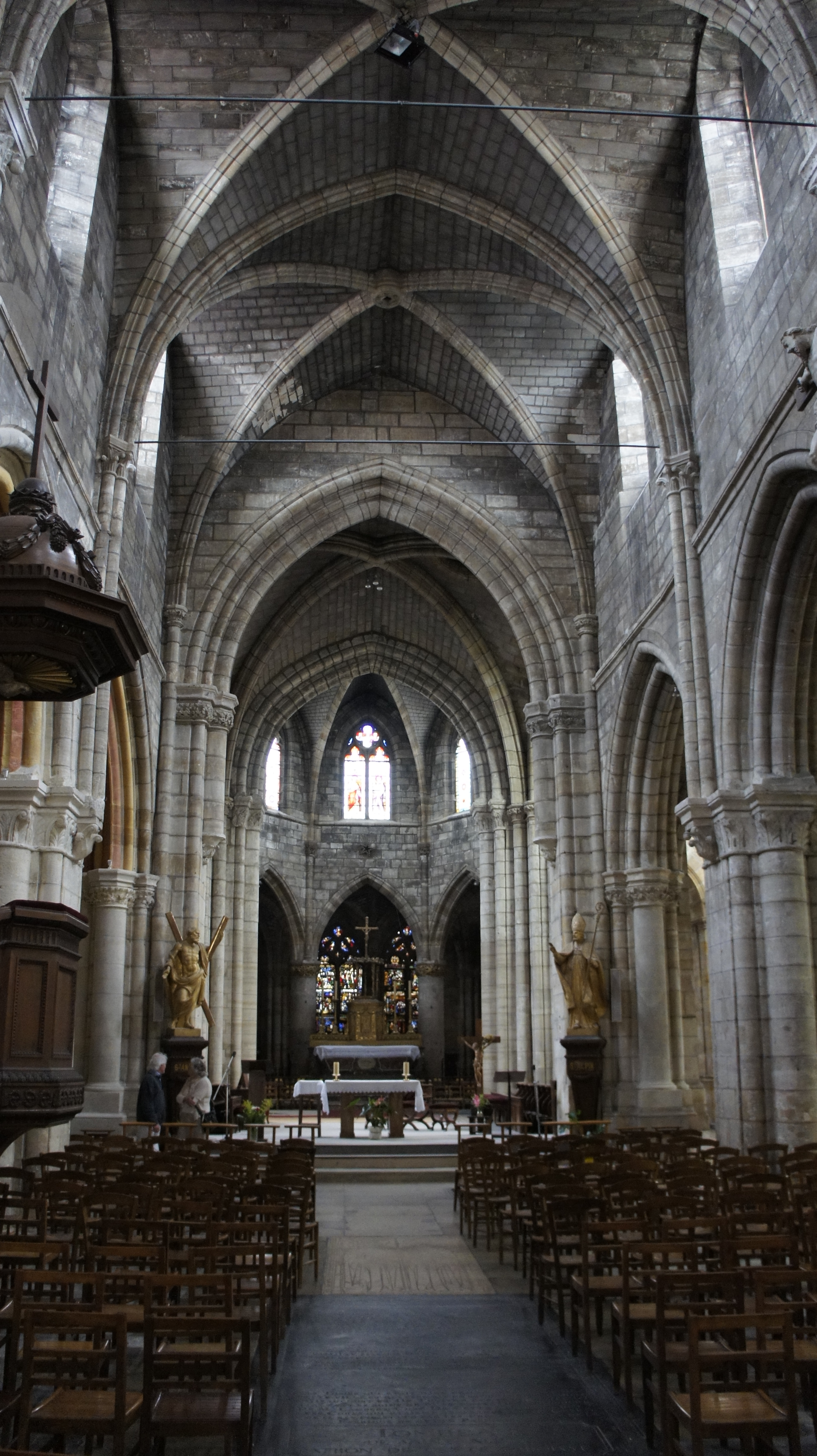
La nef.

La première église remonte au IXe siècle, rebâtie en 1170 en style gothique, il en reste des piliers et des arcades. La nef et les collatéraux furent élevés avec la façade et datent du milieu du XIIe siècle. Le transept de style renaissance est du XVe siècle. Enfin les bas-côtés sont en grande partie dus à l'agrandissement de l'édifice au XVIe siècle (baies et vitraux). Les deux vitraux en médaillon du XIIe siècle sont issus d'une autre église. Elle possède une dédicace sur la tombe Saint Alpin.

## Sculptures
L'église est ornée d'un grand nombre de sculptures, deux figures de saints encadrent le portail occidental, de nombreuses gargouilles. L'intérieur a aussi deux représentations de st-André et st-Alpin doré, elles datent du XVIIIe siècle et encadrent la nef.

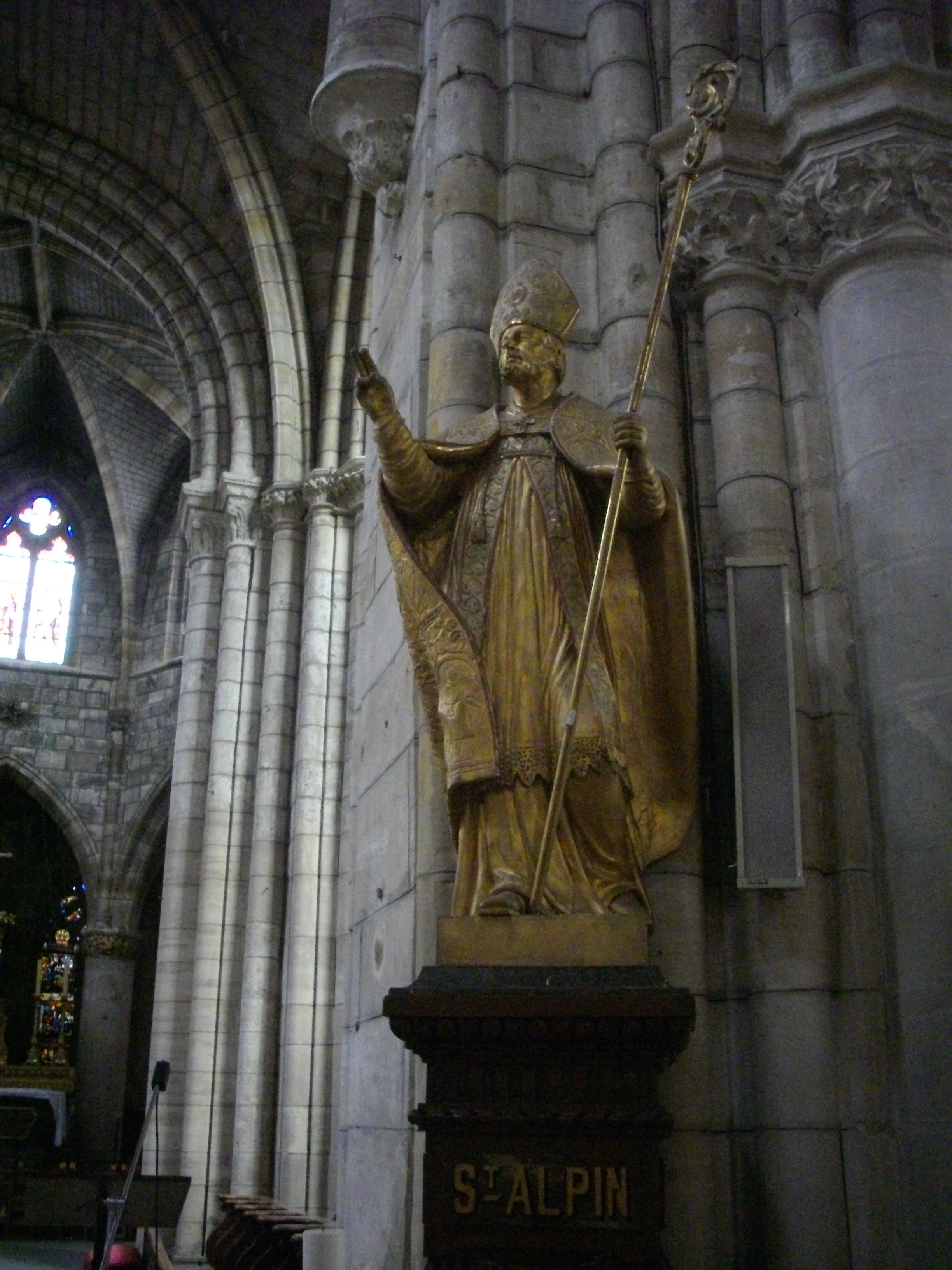
intérieur, st-Alpin
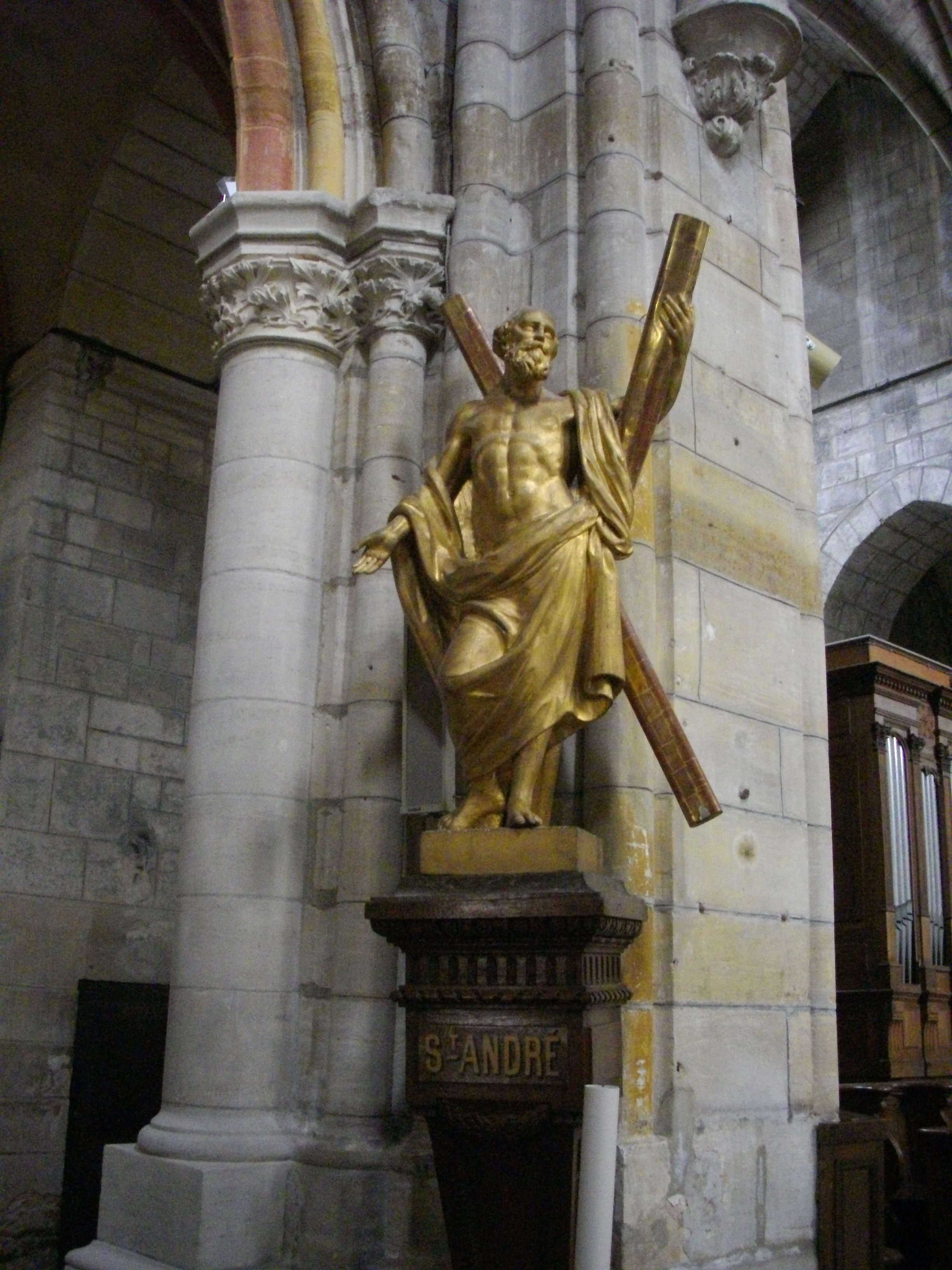
st-André,
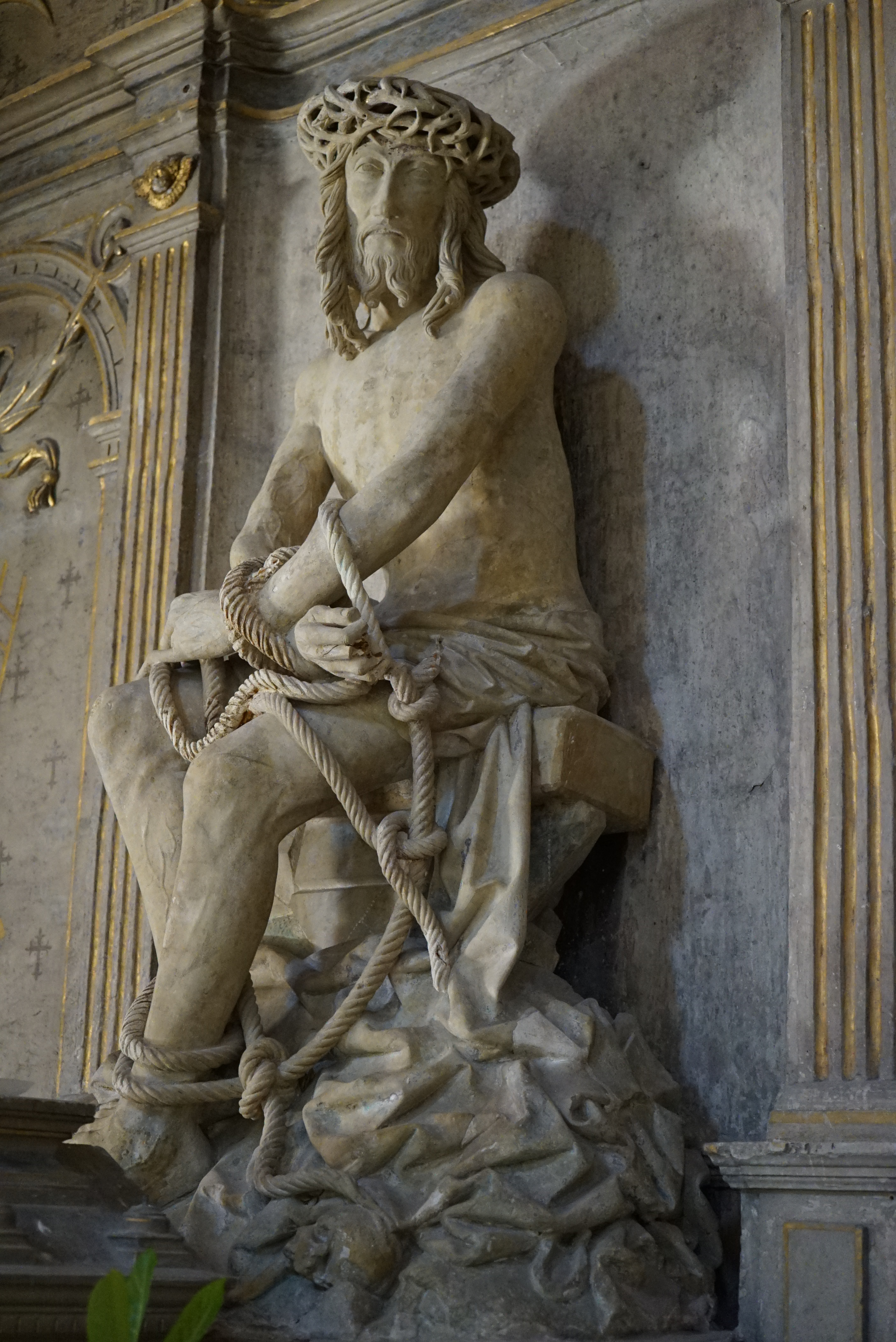
Christ aux liens[3] et
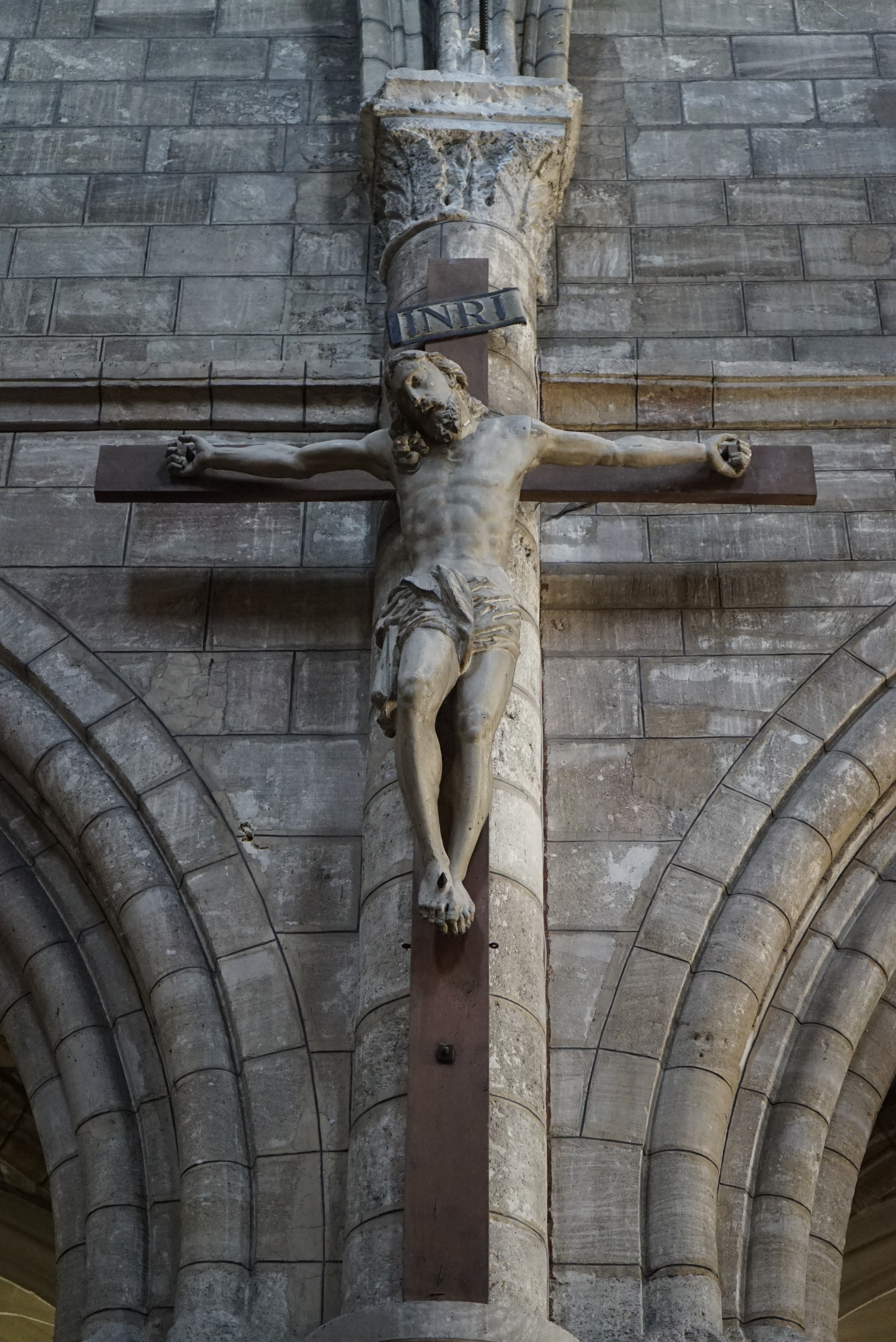
en croix XVIe siècle[4].
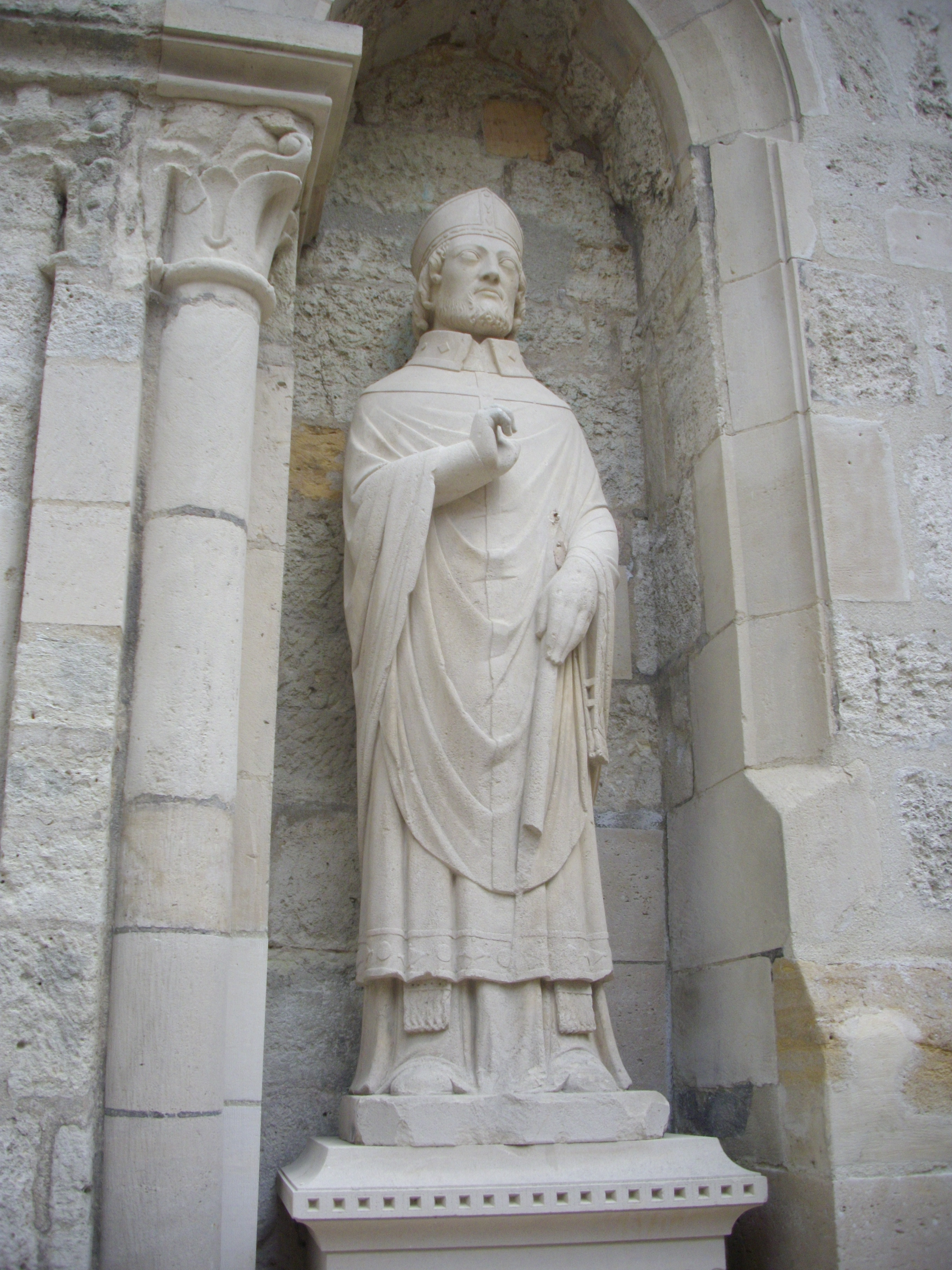
extérieur.

## Peintures
Toute une collection de peintures dont un tableau de Nicolas Perseval, st-André qui décore l'autel éponyme.

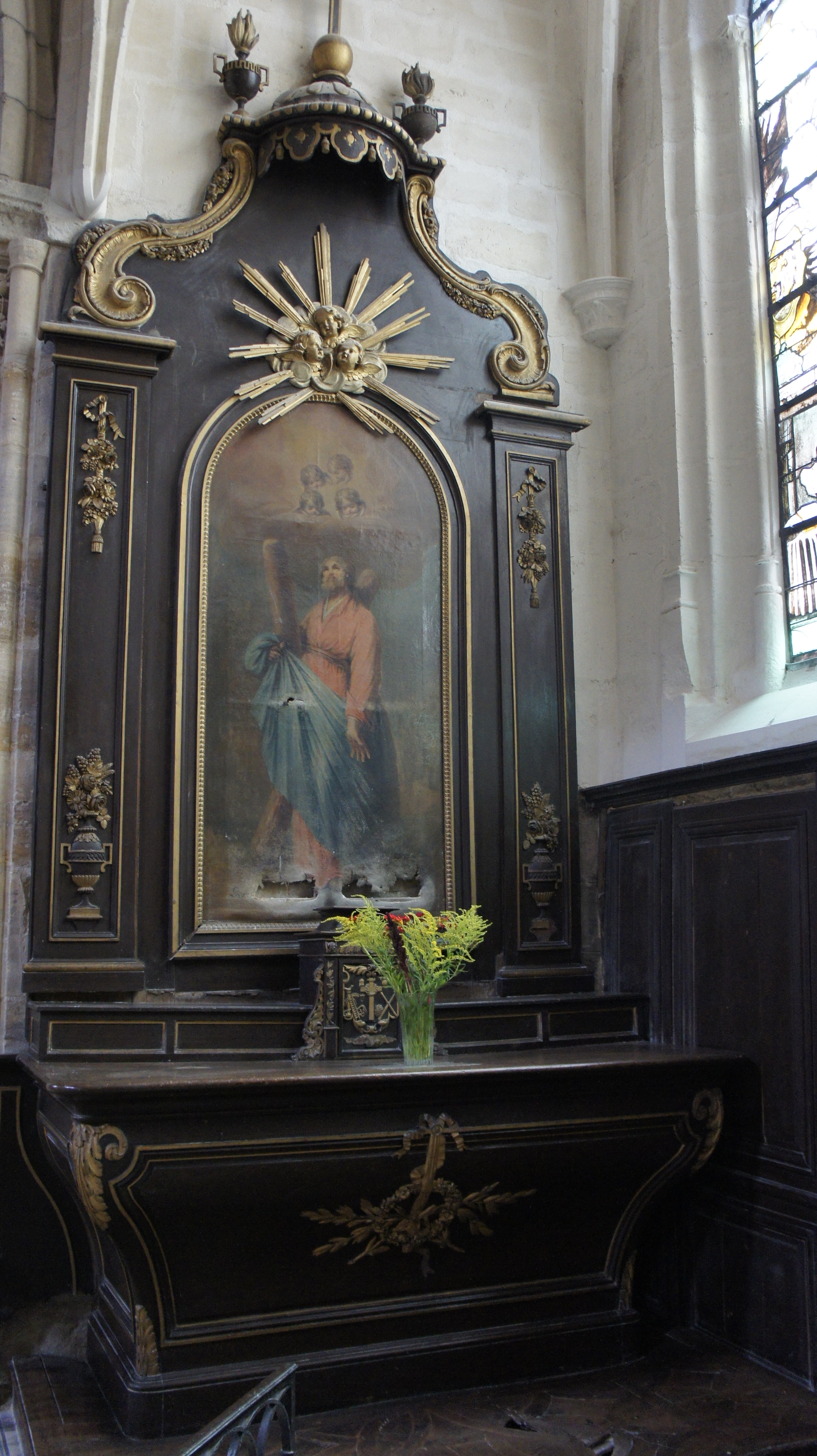
De Perseval[5].
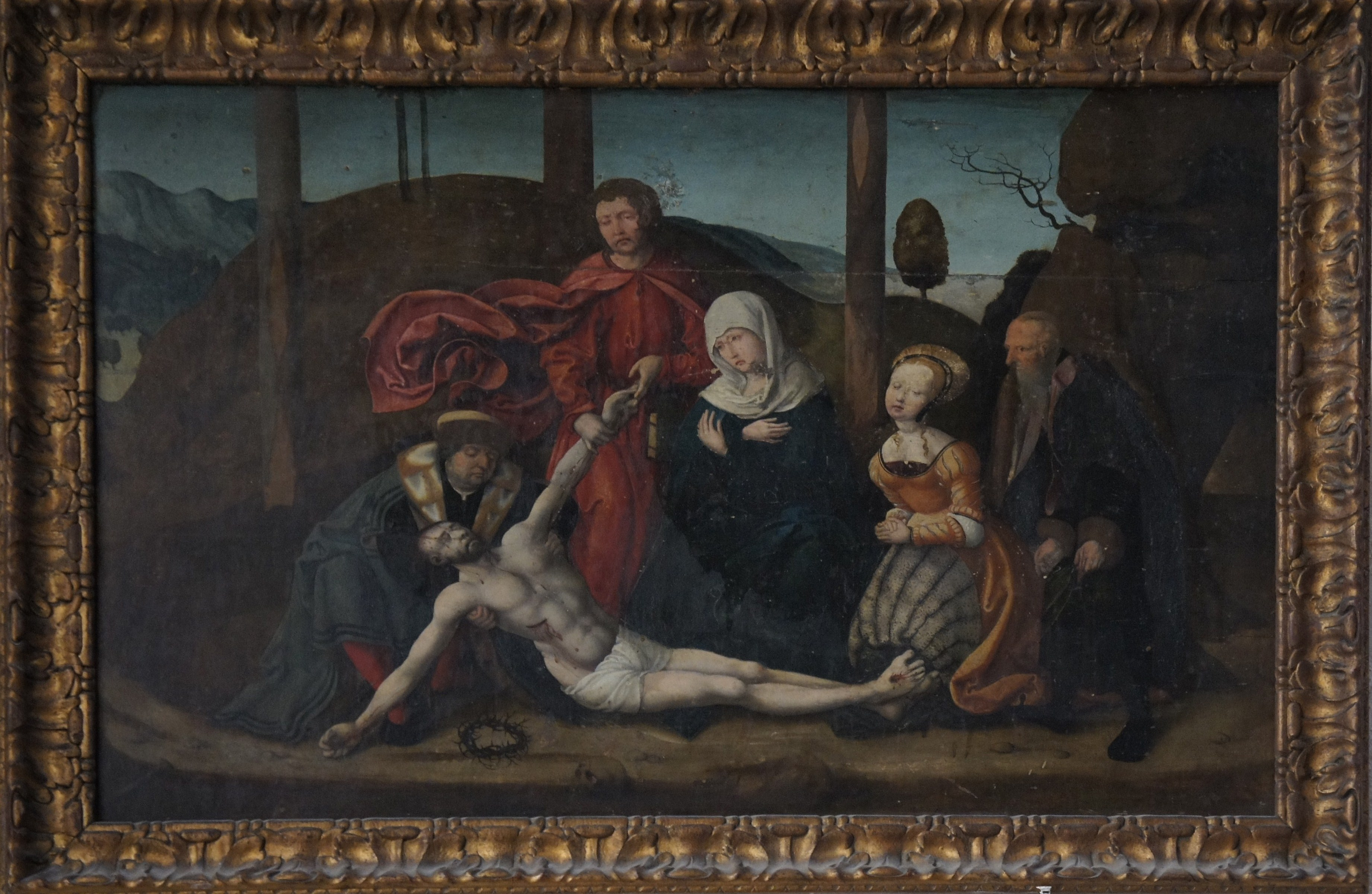
Déposition de la Croix de 1415, école française.
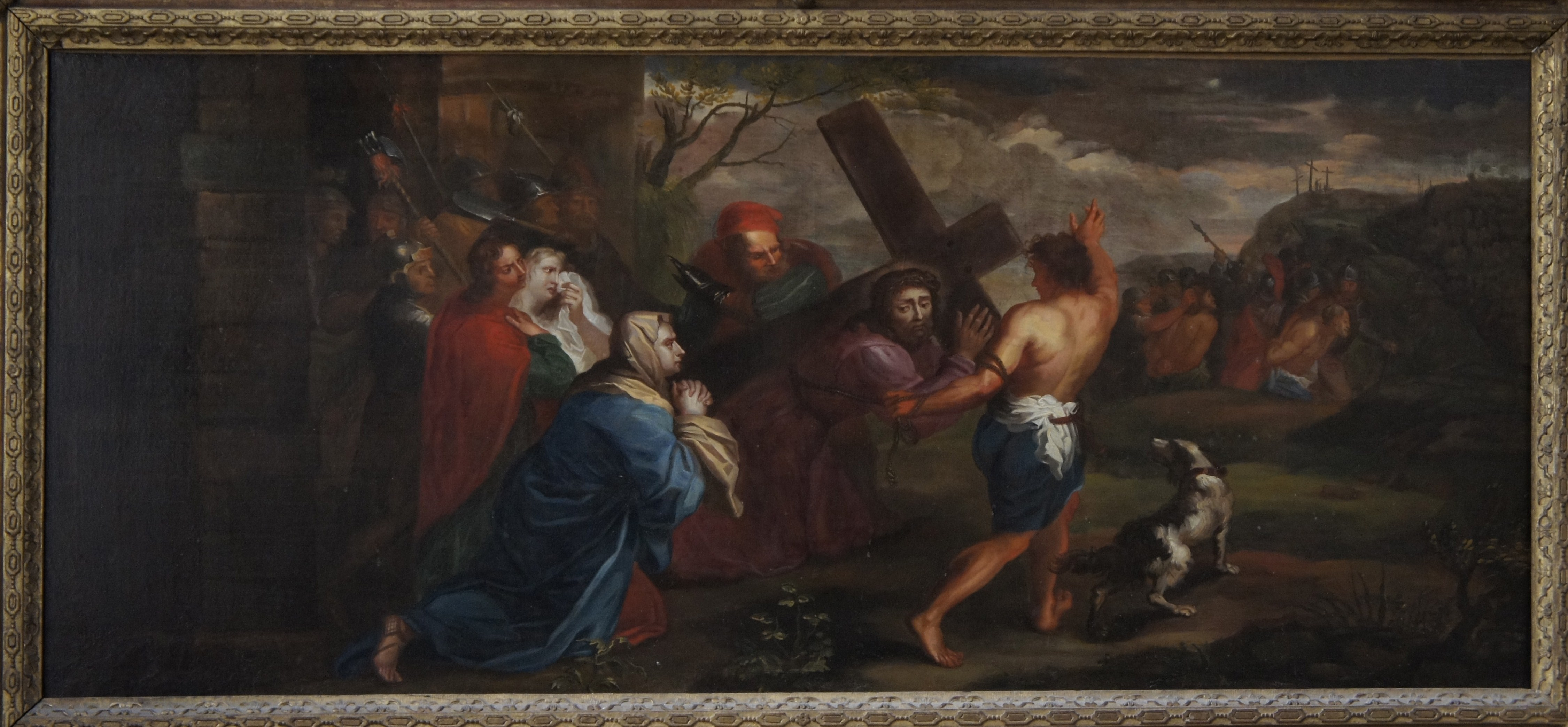
Portement de Croix du XVIIe siècle par Jan van den Hoecke.
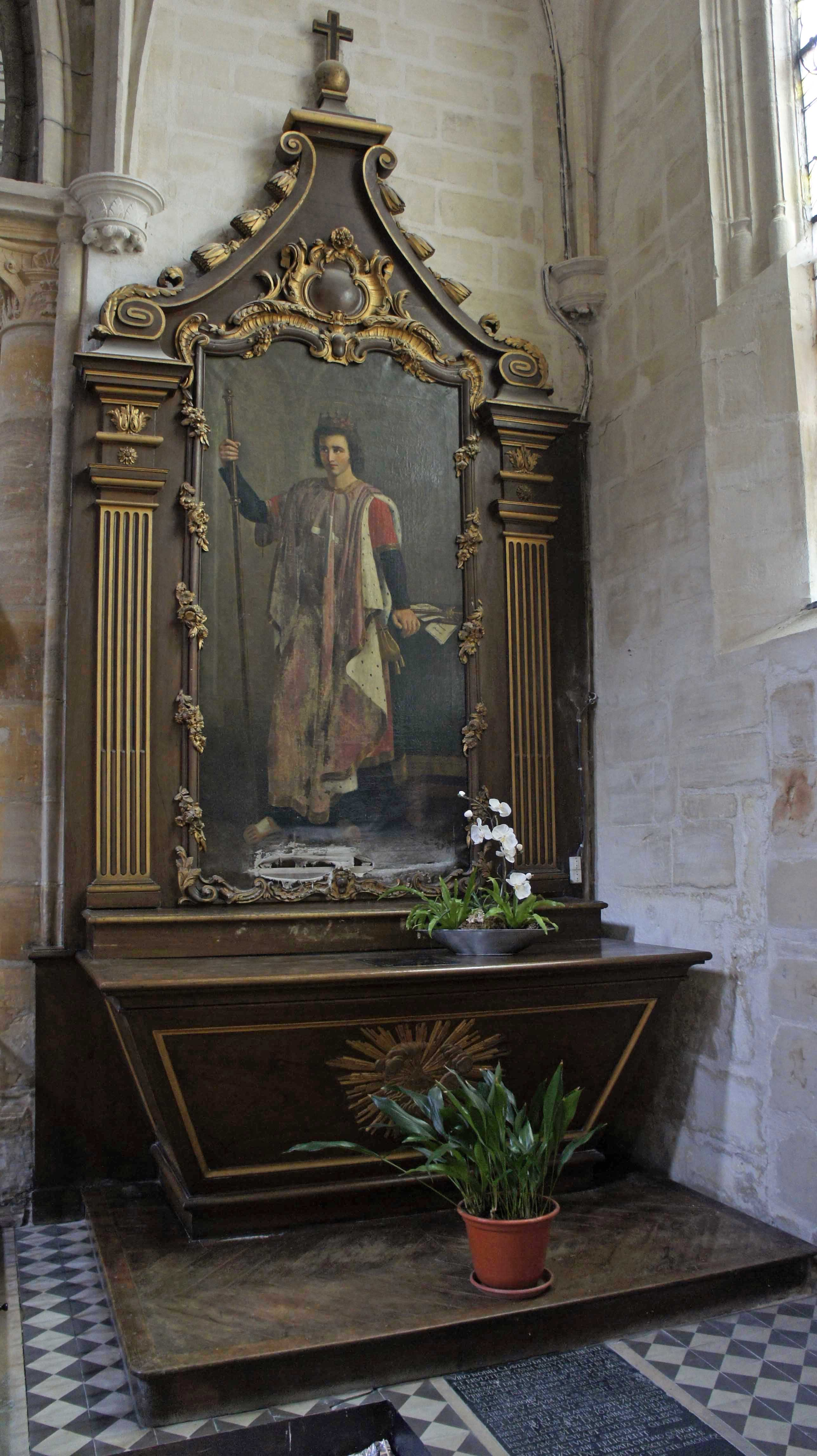
Chapelle Saint Louis, peinture de Jean-Baptiste Liénard.

## Vitraux
L'église est décoré de superbes vitraux du XVIe siècle.

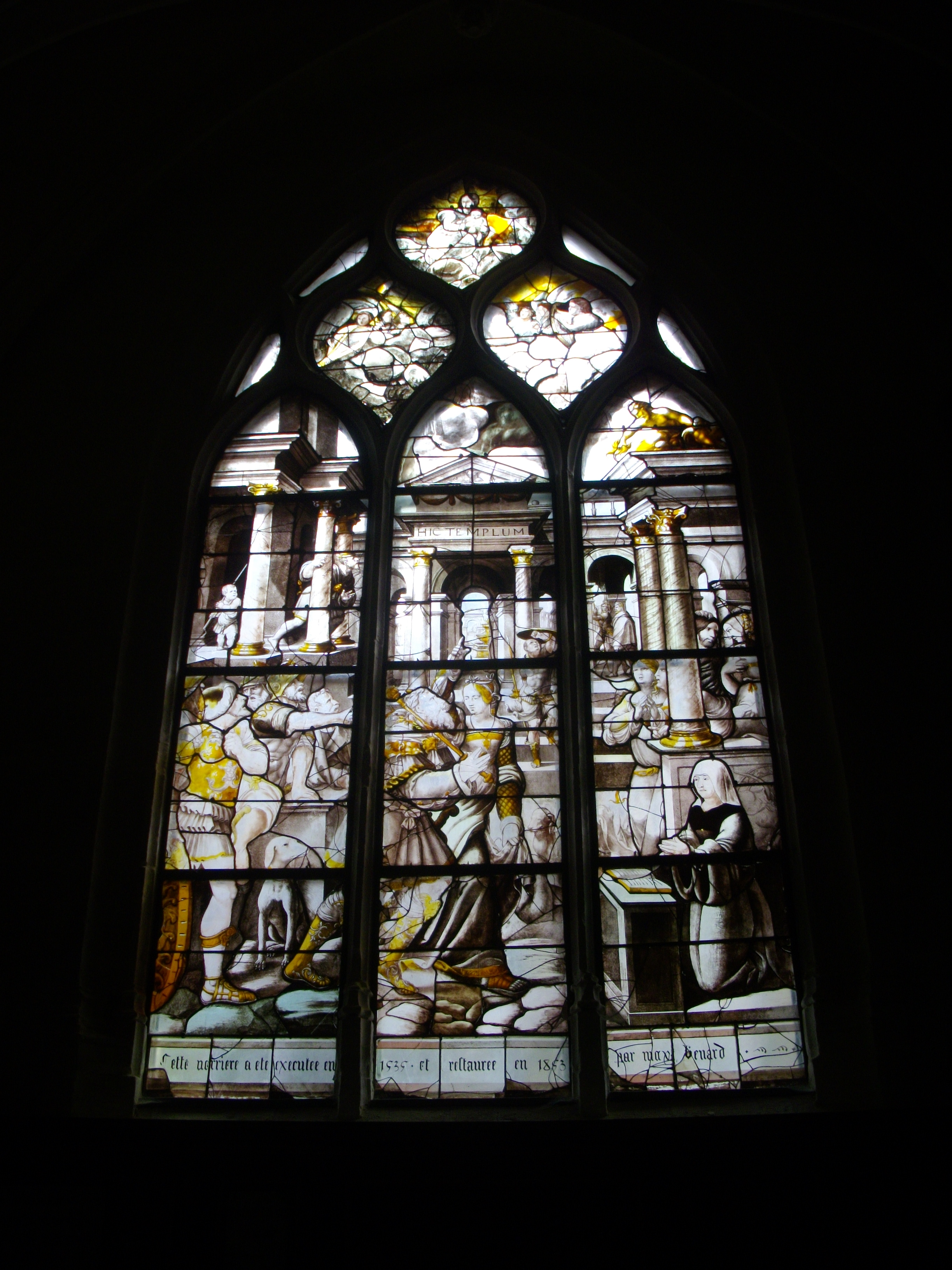
Verrière de la vision de l'empereur Auguste
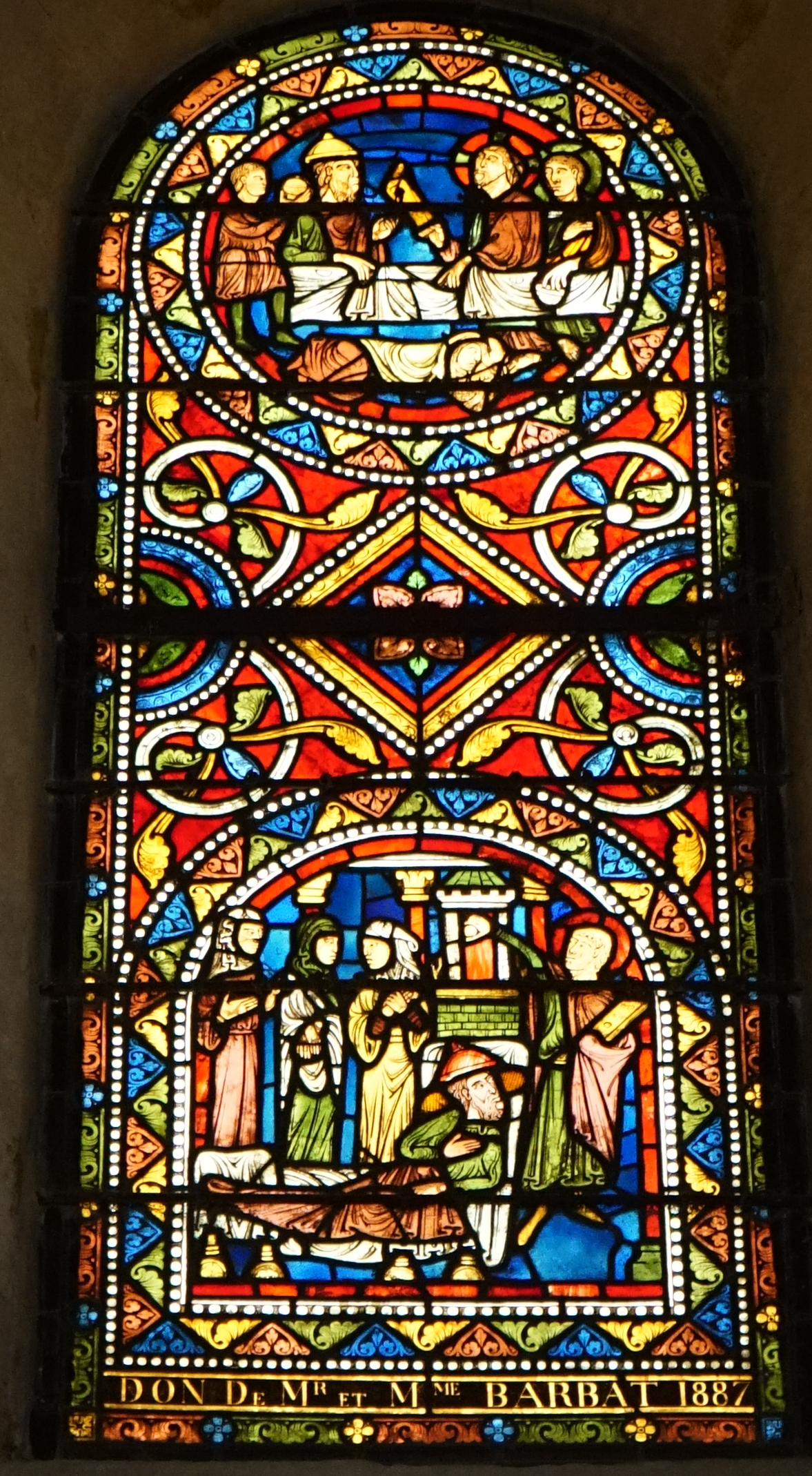
Le repas chez Simon & charité st-Nicolas.
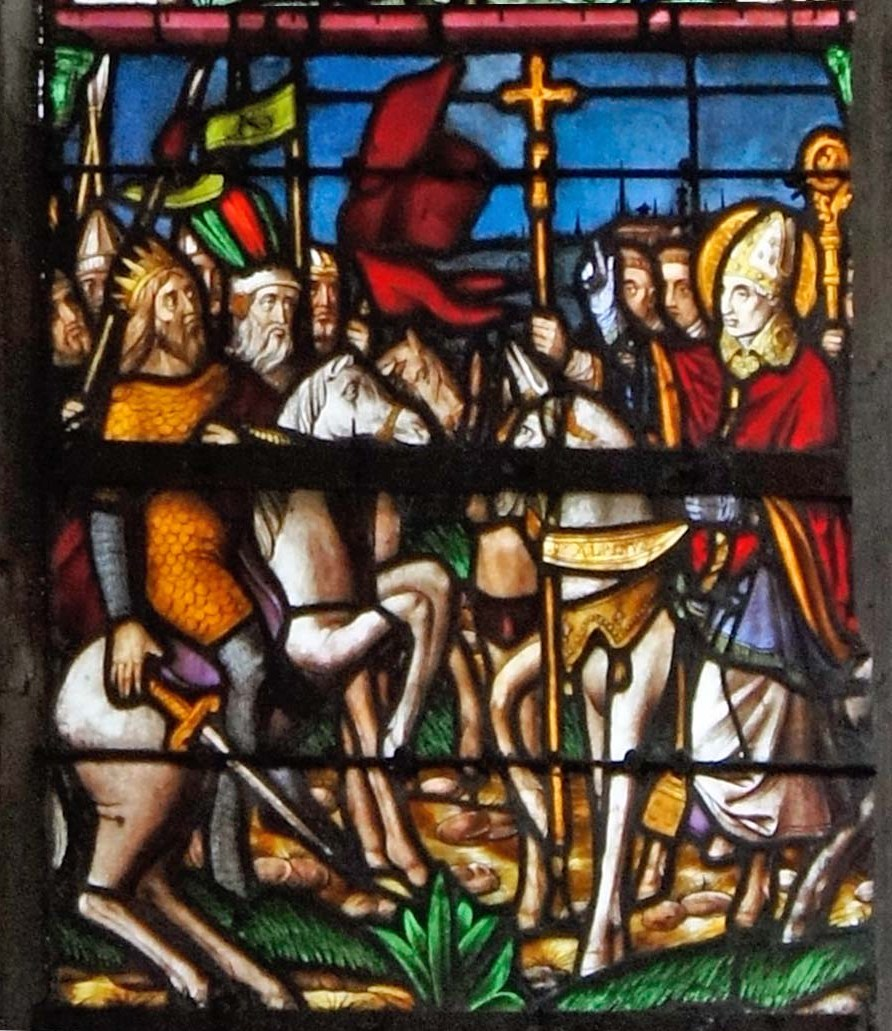
Saint Alpin arrête  Attila.
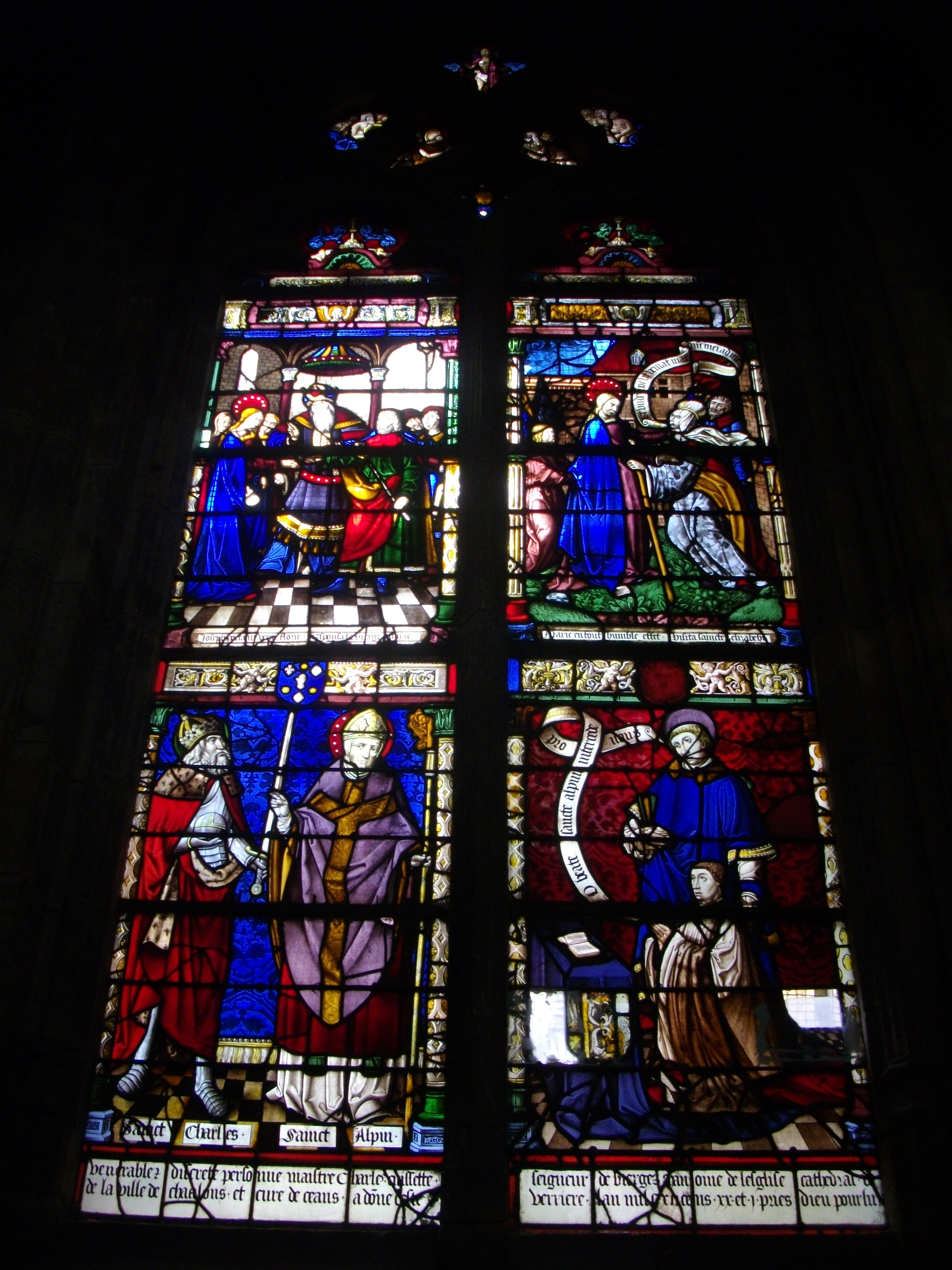
Vie de Marie[6] de 1521.
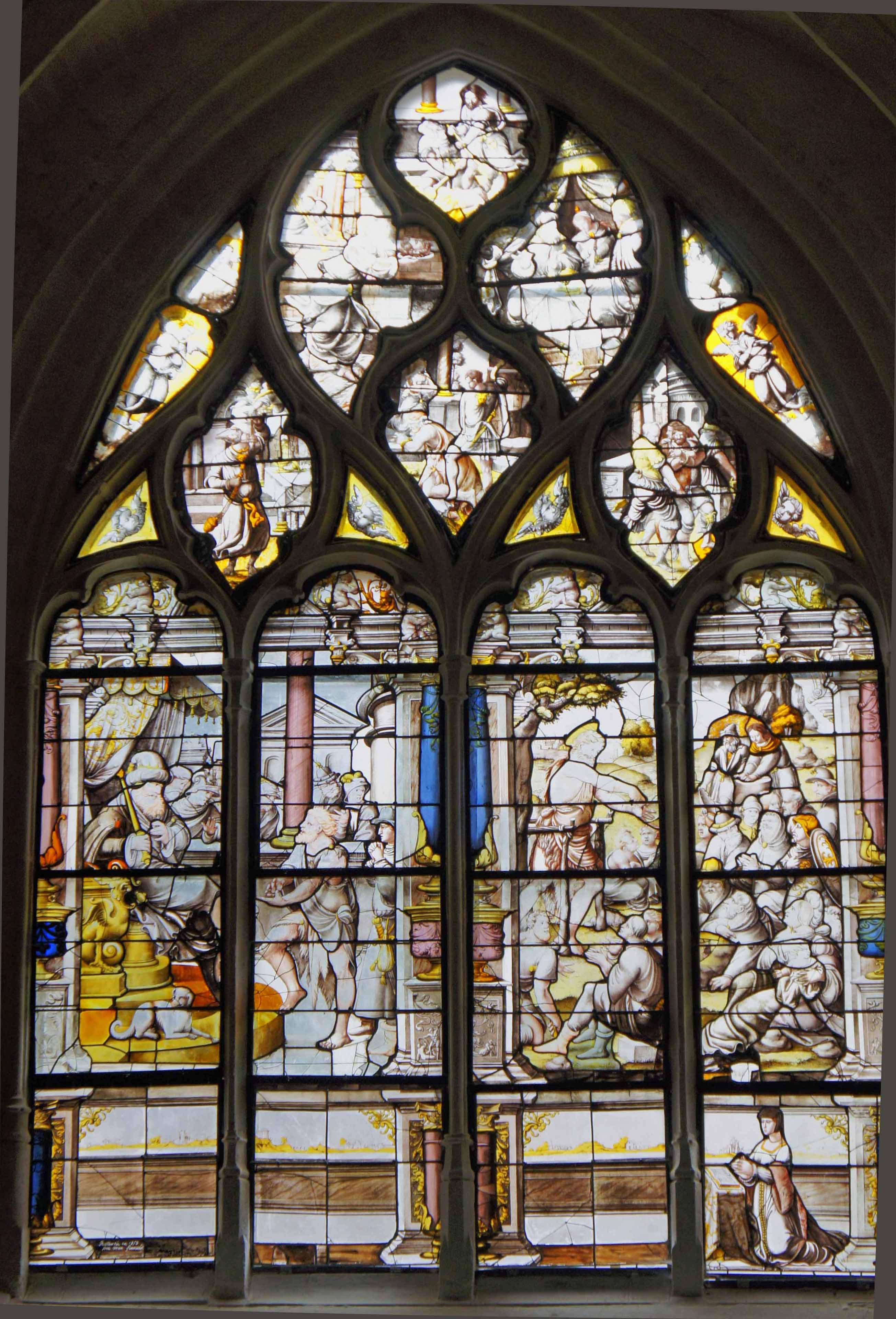
Vie de st-Jean le baptiste[7] de 1535, restaurée par Max Lienard en 1853.

## Les orgues

### En tribune
L'instrument ancien qui fut restauré par les Le Bé en 1705 puis en 1789 et 1791 par Cochu a été détruit en 1792,.
Les orgues de tribune actuelles ont été acquises au citoyen Jean-Baptiste Salmon et provenaient de l'abbaye des bernardines de Sainte-Hoïlde du Val-d'Ornain. Le buffet date de 1762 (excepté le couronnement central ajouté au XIXe siècle) et construit par Nicolas Dupont. En 1864, les facteurs de Bar-sur-Aube, Alexandre et Henry Jaquet modifièrent l'instrument : ajout de plate-faces, de panneaux destinés à masquer les modifications de l'appareil, nouvelle soufflerie, nouveaux sommiers et une composition modifiée plus dans le goût de l'époque. En 1973 Le buffet  XVIIIe siècle a été classé au titre des monuments historiques, ainsi que la partie instrumentale de Dupont en 1978.

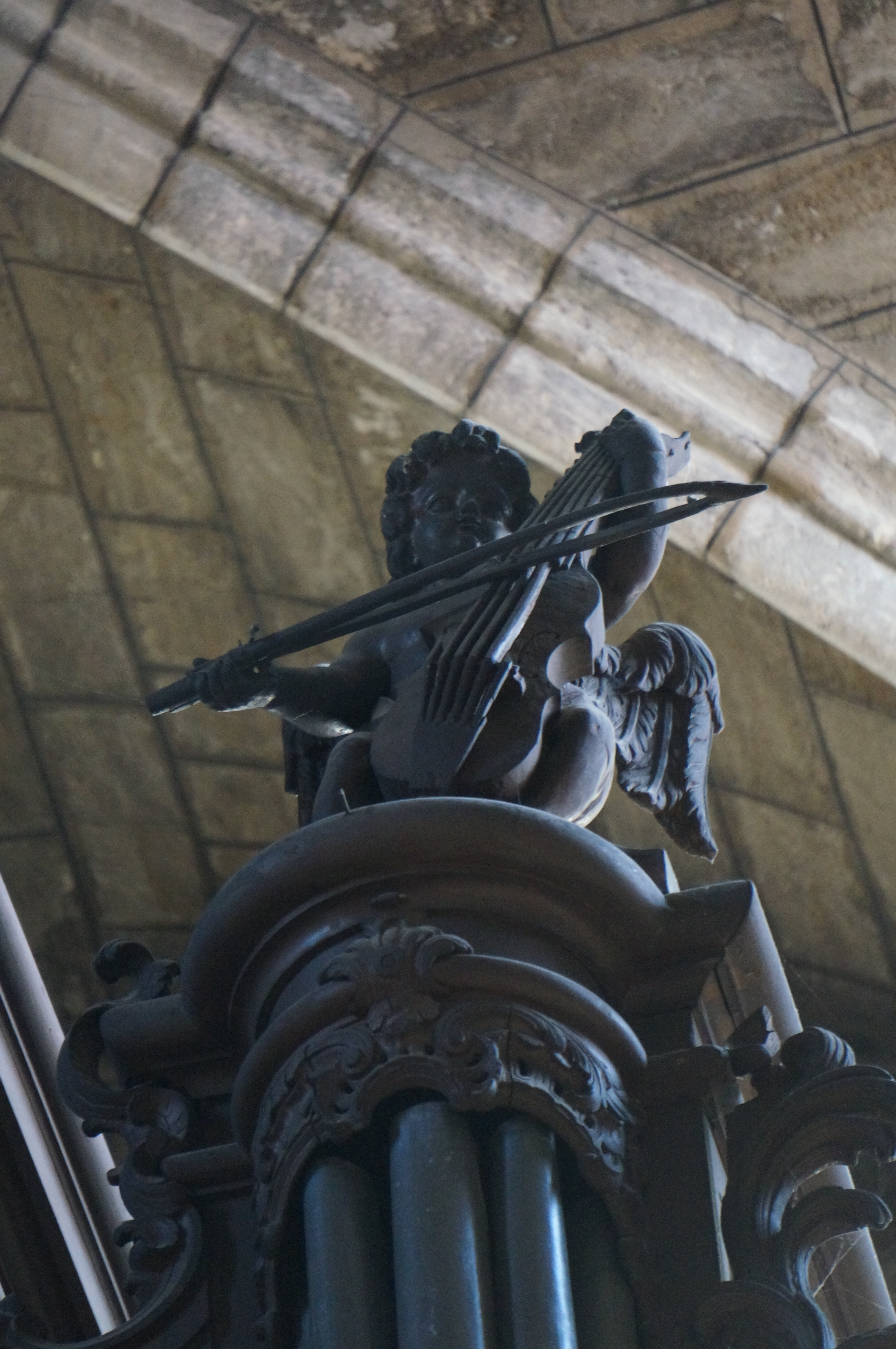
Décoration de l'orgue.
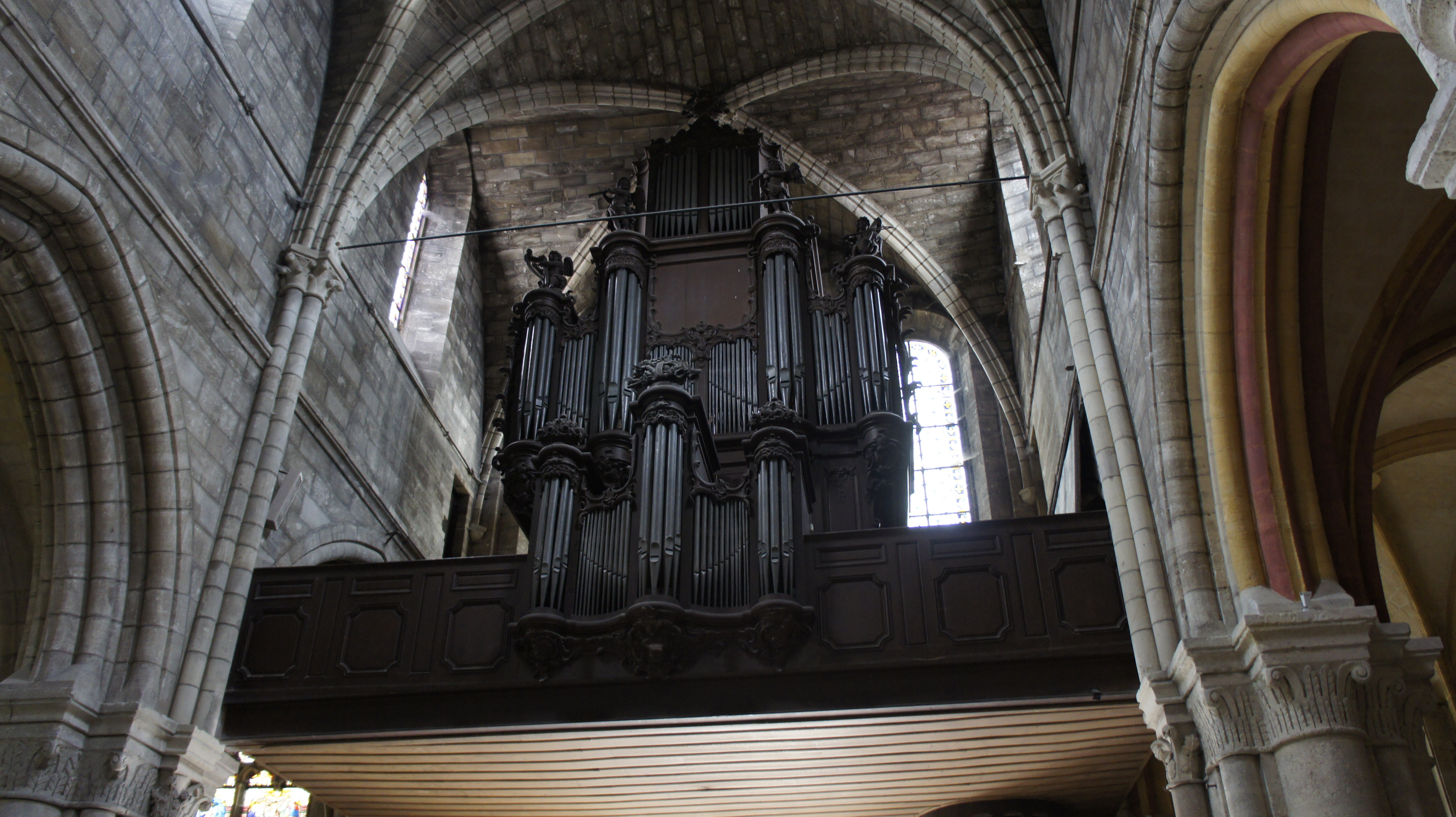
Orgues de tribune.
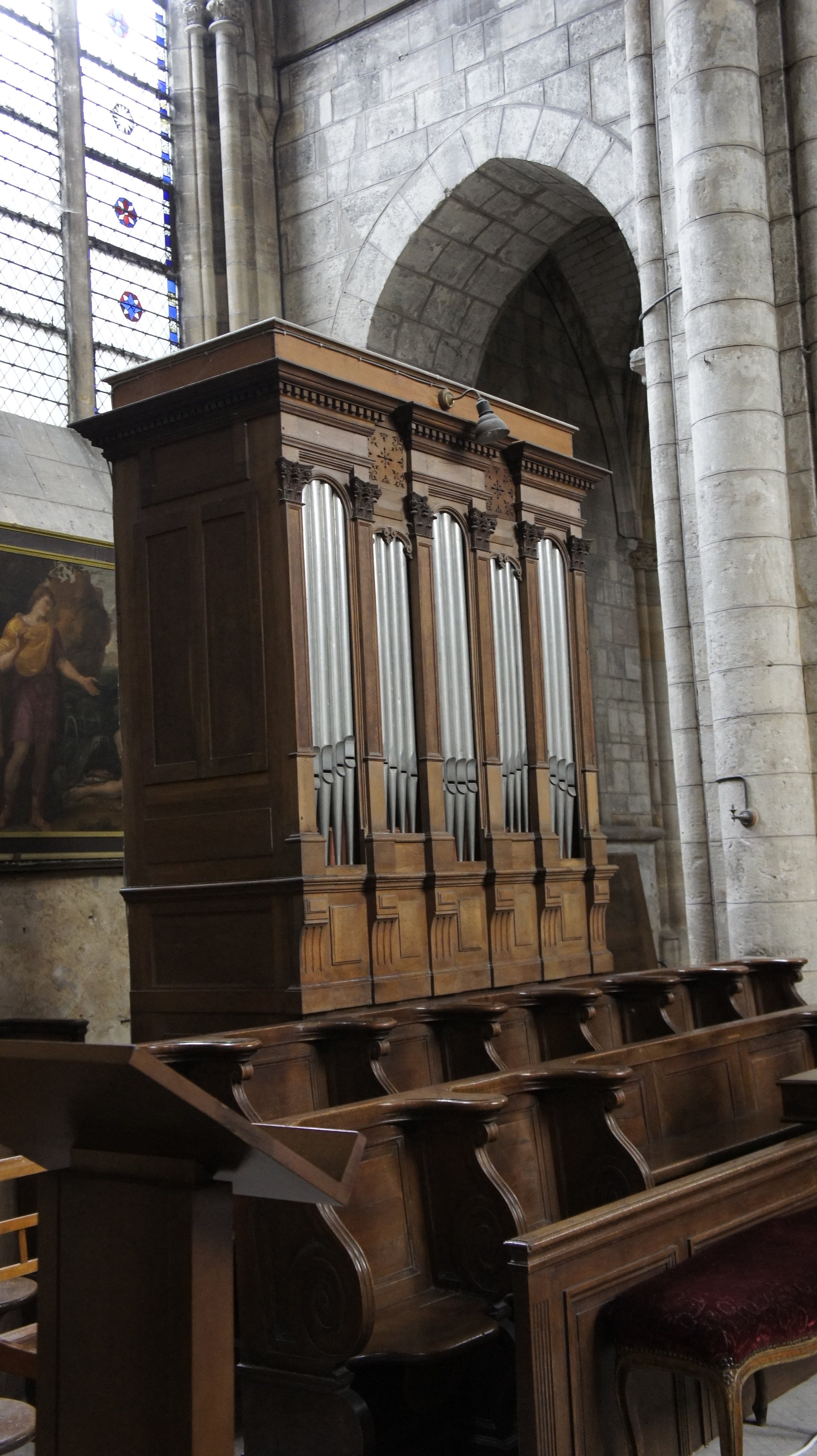
Du chœur.

### Du chœur
Il existe un deuxième jeu d'orgue sur le côté nord du chœur qui a son clavier au niveau des stalles.

## Dalles funéraires et ex-voto
L'église possède de nombreux objets remarquables, en particulier, un ensemble de dalles funéraires comme celles de Jehan Callisson, et Colette de Rouvroy, sa femme ; Jeannette La Sainure, et de Marguerite Le Sayne, sa sœur; Raoul de Moulinchat ; Jehan de Dommartin et  sa femme ; 

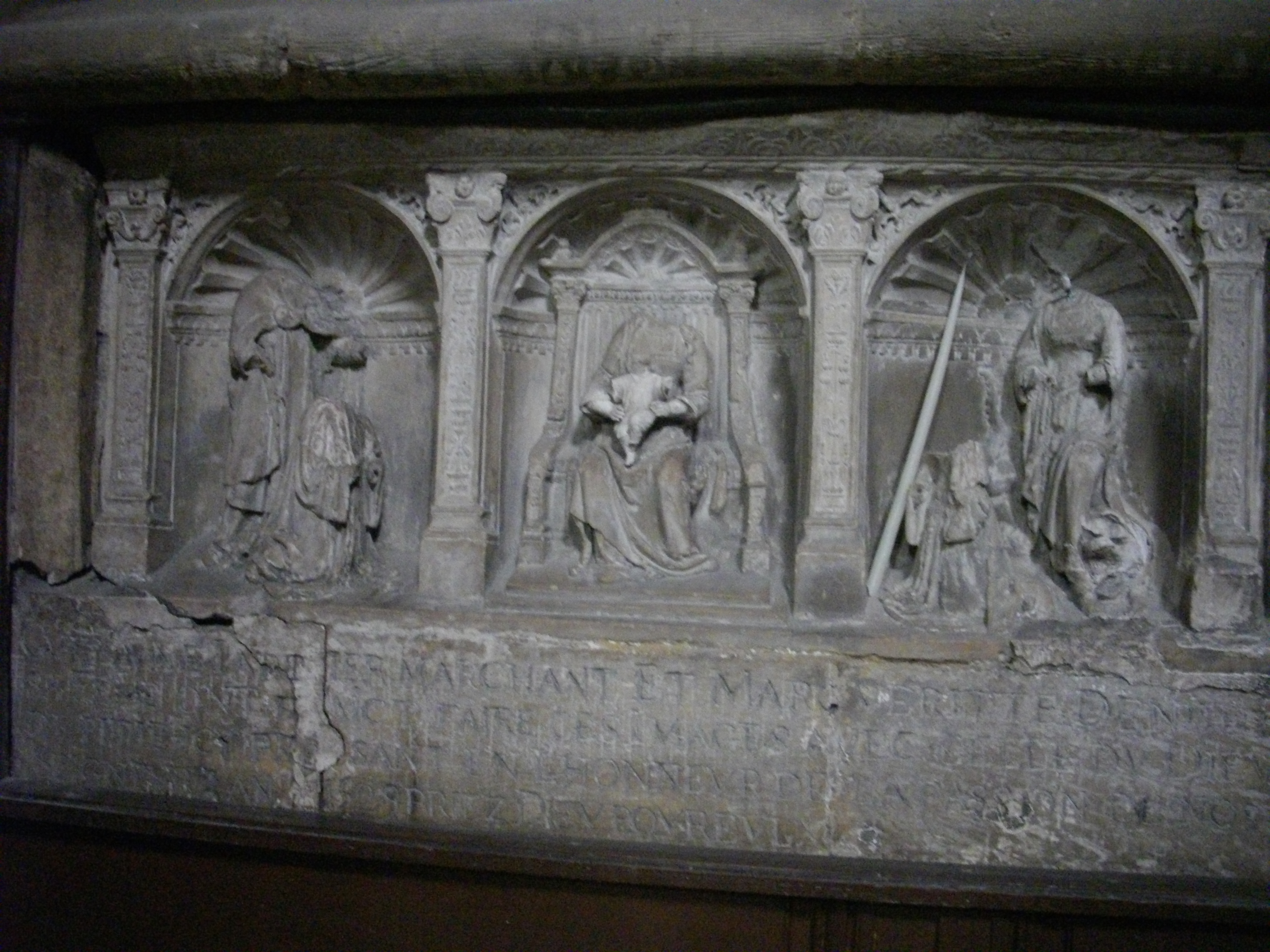
ex-voto de 1529[12].
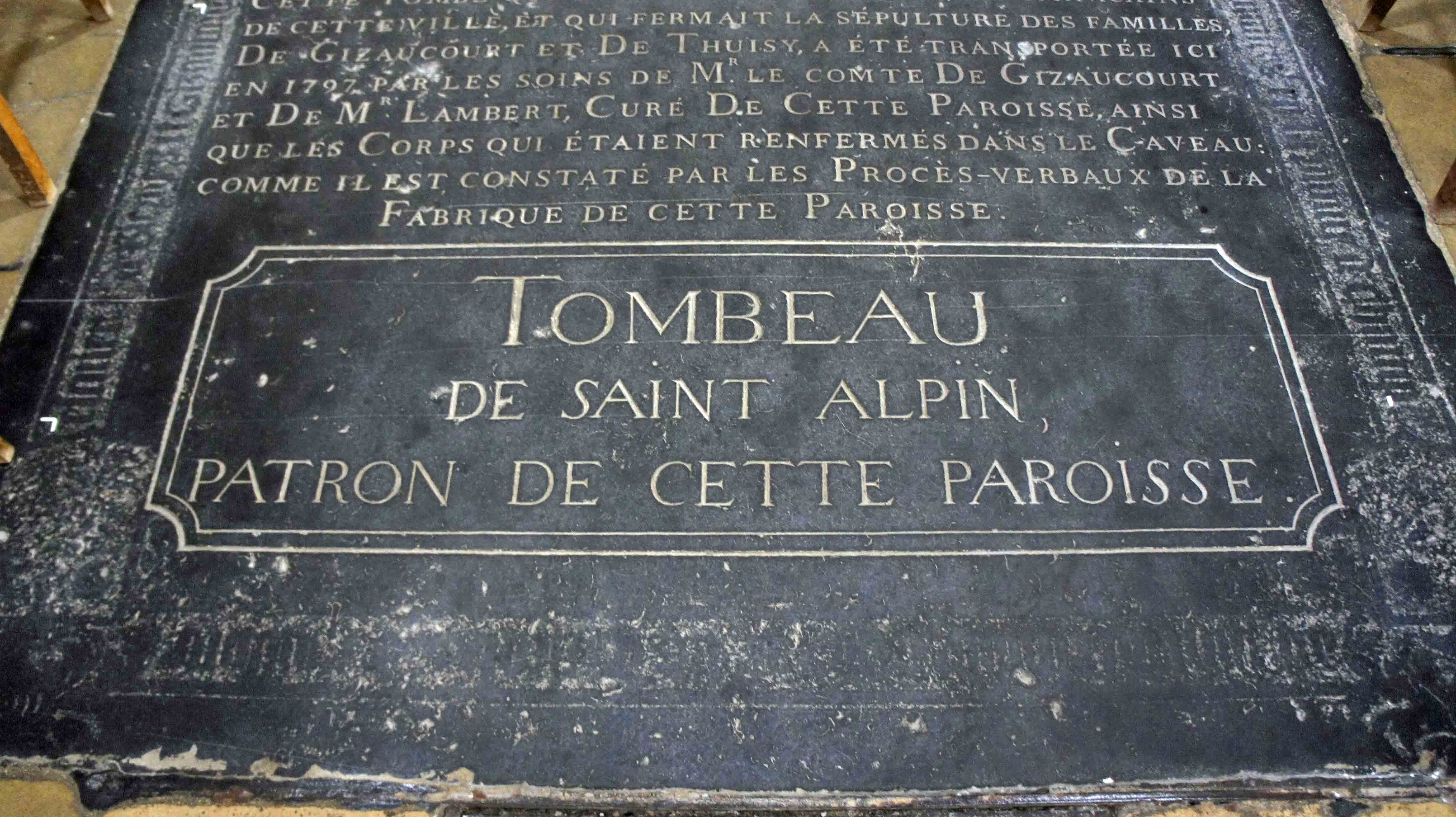
Tombeau de Saint Alpin.

## Mobilier
Parmi les pièces de mobilier remarquables :
- Un ensemble formé du trône d'évêque, de banquettes et chaises.
- Nombre de ces objets font l'objet d'une notice dans la base Palissy.